# Andreas Suttner
Andreas Suttner (* 25. September 1876; † 5. Juli 1953) war ein österreichischer Fechter.

## Erfolge
Andreas Suttner nahm an Olympischen Spielen 1912 in Stockholm in zwei Wettbewerben teil. Im Einzel des Florettfechtens schied er in der ersten Runde aus. Mit der Säbel-Mannschaft erreichte er dagegen die Finalrunde, in der sie sich lediglich der ungarischen Equipe geschlagen geben musste und somit die Silbermedaille gewann.